# Psychotria franchetiana
Psychotria franchetiana är en måreväxtart som först beskrevs av Emmanuel Drake del Castillo, och fick sitt nu gällande namn av Emmanuel Drake del Castillo. Psychotria franchetiana ingår i släktet Psychotria och familjen måreväxter. Inga underarter finns listade i Catalogue of Life.